# Renigunta
Renigunta es una ciudad censal situada en el distrito de Chittoor en el estado de Andhra Pradesh (India). Su población es de 26031 habitantes (2011). Se encuentra a 73 km de Chittoor y a 113 km de Chennai. 

## Demografía
Según el censo de 2011 la población de Renigunta era de 26031 habitantes, de los cuales 12995 eran hombres y 13036 eran mujeres. Renigunta tiene una tasa media de alfabetización del 84,89%, superior a la media estatal del 67,02%: la alfabetización masculina es del 90,97%, y la alfabetización femenina del 78,90%.